# بیوه‌مرغ بال‌سفید
بیوه‌مرغ بال‌سفید (نام علمی: Euplectes albonotatus) نام یک گونه از سرده جولاهای چندزنه است.